# Сидоров, Виталий Владимирович
Вита́лий Влади́мирович Си́доров (род. 6 марта 1990, Новосибирск) — российский футболист, атакующий полузащитник.

## Карьера
Начал футбольную карьеру в родном Новосибирске. С 2007 года играл за команды «Сибири» в любительском первенстве, в 2010 году провёл 3 матча в молодёжном первенстве.
В 2010 году с помощью немецкого менеджера перешёл в клуб израильской Премьер-лиги «Хапоэль» Рамат-Ган, где провёл несколько месяцев, но контракт не подписал.
В январе 2011 года получил предложение от футбольного клуба из молдавской Премьер-лиги, в последующем подписав контракт с «Олимпией» Бельцы. Проведя хороший сезон 2010—2011, Виталий запомнился особо важным победным голом в полуфинале кубка Молдавии 2010/11 против «Дачии» выведя свою команду в Финал кубка страны.
По окончании сезона был приглашен в США на предсезонный тренировочный лагерь футбольного клуба МЛС в Портленд. Однако в американскую команду ему устроиться помешали сложности с оформлением рабочего разрешения в необходимые сроки. В 2012 году Виталий продолжил свою карьеру в Канаде подписав контракт в середине сезона с футбольным клубом «Кингстон», игравшем в канадской лиге. Проведя двенадцать игр в качестве основного игрока команды и забив 5 голов, Сидоров был признан лучшим игроком матча в четырех играх сезона.
В мае 2013 Виталий перешёл в таиландский клуб «БЭК Теро Сасана», ставивший высокие задачи: по выходу в азиатскую Лигу чемпионов и в национальном чемпионате.
В связи с травмой завершил профессиональную карьеру игрока в 2015 году, при это оставшись тесно связанным с футболом.

## Достижения
«Олимпия» (Бельцы)
- Финалист Кубка Молдавии: 2010/11

## Статистика выступлений
| Клуб                      | Сезон   | Чемпионат | Чемпионат | Чемпионат | Кубок | Кубок | Всего | Всего |
| Клуб                      | Сезон   | Уров.     | Игры      | Голы      | Игры  | Голы  | Игры  | Голы  |
| ------------------------- | ------- | --------- | --------- | --------- | ----- | ----- | ----- | ----- |
| Сибирь (Новосибирск)      | 2010    | I         | 0         | 0         | 0     | 0     | 0     | 0     |
| Сибирь (Новосибирск)      | Итого   | Итого     | 0         | 0         | 0     | 0     | 0     | 0     |
| Хапоэль (Рамат-Ган)       | 2010/11 | I         | 0         | 0         | 0     | 0     | 0     | 0     |
| Хапоэль (Рамат-Ган)       | Итого   | Итого     | 0         | 0         | 0     | 0     | 0     | 0     |
| Олимпия (Бельцы)          | 2010/11 | I         | 18        | 3         | 5     | 1     | 23    | 4     |
| Олимпия (Бельцы)          | Итого   | Итого     | 18        | 3         | 5     | 1     | 23    | 4     |
| Кингстон                  | 2012/13 | I         | 9         | 5         | 3     | 0     | 12    | 5     |
| Кингстон                  | Итого   | Итого     | 9         | 5         | 3     | 0     | 12    | 5     |
| БЭК Теро Сасана (Бангкок) | 2014    | I         | 15        | 6         | 0     | 0     | 15    | 6     |
| БЭК Теро Сасана (Бангкок) | Итого   | Итого     | 15        | 6         | 0     | 0     | 15    | 6     |
| Всего                     | Всего   | Всего     | 42        | 14        | 8     | 1     | 50    | 15    |

Источники: soccerway.com, moldova.sports.md.